# Luděk Niedermayer
Luděk Niedermayer (* 13. března 1966 Brno) je český politik, v letech 1996 až 2008 člen bankovní rady České národní banky a navíc v letech 2000 až 2008 viceguvernér ČNB. Od roku 2014 je poslancem Evropského parlamentu, od roku 2017 je členem TOP 09.

## Životopis

### Studium
Maturoval na gymnáziu v Brně na třídě Kapitána Jaroše. V roce 1989 absolvoval obor teoretická kybernetika, matematická informatika a teorie systémů na Přírodovědecké fakultě Univerzity Jana Evangelisty Purkyně v Brně (dnešní Masarykova univerzita), a získal tak titul RNDr. Krátce působil v oblasti výzkumu teorie struktur.

### Profesní kariéra
V roce 1991 nastoupil do Státní banky československé (tj. předchůdce České národní banky). Od roku 1993 byl ředitelem odboru řízení rizika ČNB, v roce 1996 se stal ředitelem sekce bankovních obchodů (správa devizových rezerv a provádění operací na peněžním trhu).
V únoru 1996 jej prezident Václav Havel jmenoval členem bankovní rady České národní banky (ve 29 letech se tak stal jejím nejmladším členem). Podílel se na restrukturalizaci bankovního sektoru. Po finanční krizi v roce 1997 spolupracoval s pracovními skupinami v rámci Banky pro mezinárodní platby v Basileji, které se zabývaly analýzami možných změn architektury finančního systému. Od prosince 2000 vykonával funkci viceguvernéra ČNB. S účinností od února 2002 byl jmenován prezidentem Václavem Havlem viceguvernérem a členem bankovní rady ČNB na druhé (dle zákona poslední možné) funkční období. V obou funkcích působil do února 2008.
Po odchodu z ČNB začal v roce 2008 spolupracovat se zpravodajským týdeníkem Respekt, v němž publikuje především ekonomické komentáře a analýzy.
Od října 2008 do své kandidatury do Evropského parlamentu (orgán Evropské unie) v roce 2014 byl ředitelem oddělení consulting v české pobočce poradenské a auditorské společnosti Deloitte, v níž se věnoval zejména poradenství a analýzám ve finančních institucích.
Zúčastnil se celé řady studijních pobytů a stáží, a to zejména v oblasti kapitálového trhu, obchodování s deriváty a řízení rizik. Na tato témata se také soustředí na odborných konferencích, kurzech a ve své publikační činnosti. Podílel se na analýzách měnově-politického schématu ČNB a na změně způsobu provádění měnové politiky.[kdy?] Dále se zaměřuje na problematiku měnové politiky v centrálních bankách jiných zemí. Podílí se na činnosti pracovních skupin MMF a IBRD ohledně správy a makroekonomickém významu devizových rezerv.

## Politická kariéra

### Poslanec Evropského parlamentu
Ve volbách do Evropského parlamentu v roce 2014 kandidoval z pozice nestraníka jako lídr koalice „TOP 09 a Starostové“. Získal 37 171 preferenčních hlasů (tzn. 15,37 %), skončil v rámci kandidátky druhý (přeskočil ho Jiří Pospíšil) a byl zvolen poslancem Evropského parlamentu. Byl členem Hospodářského a měnového výboru (ECON).
V listopadu 2017 oznámil vstup do TOP 09. Ve volbách do Evropského parlamentu v květnu 2019 mandát europoslance obhájil a jako člen TOP 09 se z 3. místa kandidátky subjektu s názvem „Starostové (STAN) s regionálními partnery a TOP 09“ díky největšímu počtu preferenčních hlasů (67 430) posunul na 1. místo a byl zvolen. Získal nejvyšší počet preferenčních hlasů ze všech zvolených europoslanců za ČR. Následně byl zvolen 1. místopředsedou Hospodářského a měnového výboru (ECON).
Ve volbách do Evropského parlamentu v červnu 2024 obhajoval mandát europoslance jako člen TOP 09 na 3. místě kandidátky koalice SPOLU (tj. ODS, KDU-ČSL a TOP 09). Získal 88 631 preferenčních hlasů, čímž na kandidátce přeskočil Veroniku Vrecionovou (ODS), a mandát tak obhájil. Ve svém třetím funkčním období je v Evropském parlamentu od července roku 2024 členem Hospodářského a měnového výboru (ECON) a Podvýboru pro daňové záležitosti. (FISC)
Jako europoslanec hlasoval pro směrnici o energetické náročnosti budov v rámci plánu „Fit for 55“, který je součástí širší strategie Evropské unie k dosažení uhlíkové (klimatické) neutrality do roku 2050 známé jako Zelená dohoda pro Evropu (European Green Deal). Podle směrnice budou muset mít od roku 2030 všechny nově postavené budovy nulové emise a od roku 2050 musí být klimaticky neutrální všechny domy.

## Osobní život
Luděk Niedermayer je ženatý, má tři děti. Žije v obci Měchenice v okrese Praha-západ.

## Zajímavosti
Angažuje se v Nadaci Open Society Fund Praha, byl členem její správní rady.